# Tweede Kamerverkiezingen 2023/Kandidatenlijst/PartijvdSport
Dit is de kandidatenlijst voor de Tweede Kamerverkiezingen van 2023 van de PartijvdSport zoals die op 13 oktober 2023 is vastgesteld door de Kiesraad.

## Kandidatenlijst
| Plek | Naam                       | Woonplaats  | Geb. jaar | Stemmen | Gekozen |
| ---- | -------------------------- | ----------- | --------- | ------- | ------- |
| 1.   | Anne Marie van Duivenboden | Uden        |           | 2.470   |         |
| 2.   | Armand van der Smissen     | Tilburg     | 1968      | 165     |         |
| 3.   | Danny van Brussel          | Zwolle      |           | 113     |         |
| 4.   | Gert-Jan Liefers           | Apeldoorn   | 1978      | 237     |         |
| 5.   | Wiel Ladeur                | Heerlen     |           | 87      |         |
| 6.   | Maurits Bijl               | Leerdam     |           | 56      |         |
| 7.   | Daniela Stols-Gonçalves    | Amsterdam   |           | 198     |         |
| 8.   | Erik Alexander Kempenaar   | Bloemendaal |           | 41      |         |
| 9.   | Esther Devilee             | Leiden      |           | 153     |         |
| 10.  | Robert Maaskant            | Breda       | 1969      | 446     |         |

De PartijvdSport neemt aan deze verkiezingen deel in elf kieskringen.
VVD · D66 · GroenLinks-PvdA · PVV · CDA · SP · Forum voor Democratie · Partij voor de Dieren · ChristenUnie · Volt · JA21 · SGP · DENK · 50PLUS · BBB · BIJ1 · Piratenpartij - De Groenen · BVNL / Groep Van Haga · Nieuw Sociaal Contract · Splinter · Libertaire Partij · LEF - Voor de Nieuwe Generatie · Samen voor Nederland · Nederland met een PLAN · PartijvdSport · Politieke Partij voor Basisinkomen